# Большие десантные корабли проекта 1171
Больши́е деса́нтные корабли́ прое́кта 1171 «Тапи́р» (по классификации НАТО — Alligator) — серия советских больших десантных кораблей (БДК) 2-го ранга ближней и дальней морской зоны, строившихся на судостроительном заводе «Янтарь» в Калининграде.
Корабли проекта предназначены для высадки морских десантов на необорудованном побережье и переброски морем войск и грузов. Способны транспортировать различные виды бронетехники, включая танки. Развитием проекта стали большие десантные корабли проекта 11711, строящиеся для Военно-морского флота России.

## История
В 1960-х годах Советский флот уже имел достаточно современный корабельный состав, что позволяло ему выйти на просторы Мирового океана. Соперничество с США привело к союзу со многими государствами, и в задачах СССР было оперативное оказание военной помощи своим союзникам. Это требовало создания особых средств. Нужен был проект новых специальных судов для доставки различных грузов. Так, в 1959 году появилось задание на разработку большого десантного корабля океанской зоны. В числе первых проектов стал 1171 «Тапир» с тактико-техническими данными, сопоставимыми с аналогичными у современных западных десантных кораблей. Практически одновременно Министерство морского флота заказало сухогруз проекта 1173 с носовой аппарелью, который в военное время должен был служить тем же целям. Проект был сложен тем, что это был принципиально новый для ВМФ Советского Союза корабль. Близость назначения обоих проектов заставила вспомнить о плановом хозяйстве. Оба проекта соединили в один под общим обозначением проект 1171 «Тапир». При этом его можно было использовать и для военных, и для гражданских целей, но из-за этого характеристики его несколько снизились. Это обуславливалось различиями в требованиях гражданских заказчиков (высокая экономичность, использование всего объёма трюмов, хорошие каюты для экипажа) и военных (место для вооружения, повышенная непотопляемость, большая скорость, специальное оборудование), что заставило пойти на компромисс.
Проектировщики составили много вариантов проекта, по возможности учтя все пожелания, но несомненный приоритет отдавался всё же военному. Главным фактором стала замена двигателей, вместо планировавшихся дизелей по 2500 л. с. на нём решили установить двигатели вдвое большей мощности. Это устраивало ВМФ, поскольку скорость судна возрастала до 17 узлов, что почти подходило до начального задания. Однако Министерство морского флота решило отказаться от «совместного» судна, потому что его эксплуатация при столь мощных механизмах становилась нерентабельной. В результате двойное назначение проекта 1171 «Тапир» проявилось лишь снаружи, во внешнем виде, характерном скорее для гражданского теплохода. Корабль был классифицирован как «БДК» (Большой десантный корабль) и строился исключительно для ВМФ.

## Конструкция
Корабли имеют внешний вид, схожий с сухогрузом. Надстройка только на корме, там же имеется герметичный откидной лацпорт, который в опущенном положении служит для погрузки техники с пирса при швартовке кормой. Также лацпорт используется для приёма и выгрузки плавсредств в доковую камеру. На судне имеются краны для погрузки грузов, располагающиеся на палубе. Дальность плавания составляет 4800 миль при скорости 16 узлов, полное водоизмещение — 4650 тонн.
Корпус корабля использовался в качестве прототипа для более крупного десантного корабля океанской зоны проекта 1174 «Носорог».

## Десантные возможности
Корабль может вмещать до 20 основных боевых танков, или 45 БТРов, или 50 грузовых автомобилей, и 300—400 человек десанта (два кубрика десанта, под первым и четвёртым твиндеками). Корабль может нести до 1000 тонн различных грузов. В носовой части находится отсек для бронетехники, там же имеется десантная аппарель, закрытая раздвижными воротами, а в корме для погрузочно-разгрузочных операций оборудован откидной лацпорт.

## Вооружение
Основное вооружение кораблей проекта 1171 «Тапир» состоит из одной универсальной спаренной корабельной артиллерийской установки калибра 57 мм — ЗИФ-31Б. Также для поражения береговых целей и поддержки десанта БДК оснащены двумя пусковыми установками реактивной системы залпового огня А-215 «Град-М» дальностью действия около 21 км. Для противовоздушной обороны большинство кораблей серии вооружалось двумя-тремя переносными зенитно-ракетными комплексами «Стрела-3».

## Модификации
| Модификация                                                  | I                                             | II                                            | III                                                         | IV                                                                             |
| ------------------------------------------------------------ | --------------------------------------------- | --------------------------------------------- | ----------------------------------------------------------- | ------------------------------------------------------------------------------ |
| Автономность, сут.                                           | 15                                            | 15                                            | 20                                                          | 20                                                                             |
| Дальность плавания, миль                                     | 4400                                          | 4400                                          | 4800                                                        | 4800                                                                           |
| Десантовместимость, чел.                                     | 313                                           | 313                                           | 440                                                         | 440                                                                            |
| Главные двигатели                                            | 2 × 58А                                       | 2 × 58А                                       | 2 × 58А-3                                                   | 2 × 58А-4                                                                      |
| Дизель-генераторы, кВатт                                     | 2 × ДРГ 300/500-1 (500) 1 × ДРГ 100/750 (750) | 2 × ДРГ 300/500-1 (500) 1 × ДРГ 100/750 (750) | 3 × ДРГ 300/500-1 (500)                                     | 3 × ДРГ 300/500-1 (500)                                                        |
| Вспомогательный котёл, т.                                    | КВВА-1/5 (1.0)                                | КВВА-1/5 (1.0)                                | КВВА-1.5/5 (1.5)                                            | КВВА-1.5/5 (1.5)                                                               |
| Холодильные установки                                        |                                               |                                               | 2 × МХМ 30/II                                               | 4 × МХМ 30/II                                                                  |
| Грузовые краны, т.                                           | 1 × КЭ-29 (7.5) 2 × КЭ-26ТД (5.0)             | 1 × КЭ-29 (7.5)                               | 1 × КЭ-29 (7.5)                                             | 1 × КЭ-29 (7.5)                                                                |
| Грузовые люки                                                | 4                                             | 4                                             | 2                                                           | 2                                                                              |
| Носовая мачта, шп.                                           | 17                                            | 17                                            | 31                                                          | 31                                                                             |
| Вооружение ударное ракетное зенитное ракетное артиллерийское | 2×2 ПЗРК «Стрела-3» 1×2 57-мм АУ ЗИФ-31Б      | 2×2 ПЗРК «Стрела-3» 1×2 57-мм АУ ЗИФ-31Б      | 1×40 РСЗО «Град-М» 3×3 ПЗРК «Стрела-3» 1×2 57-мм АУ ЗИФ-31Б | 1×40 РСЗО «Град-М» 3×3 ПЗРК «Стрела-3» 1×2 57-мм АУ ЗИФ-31Б 2×2 25-мм АУ 2М-3М |

## Состав серии

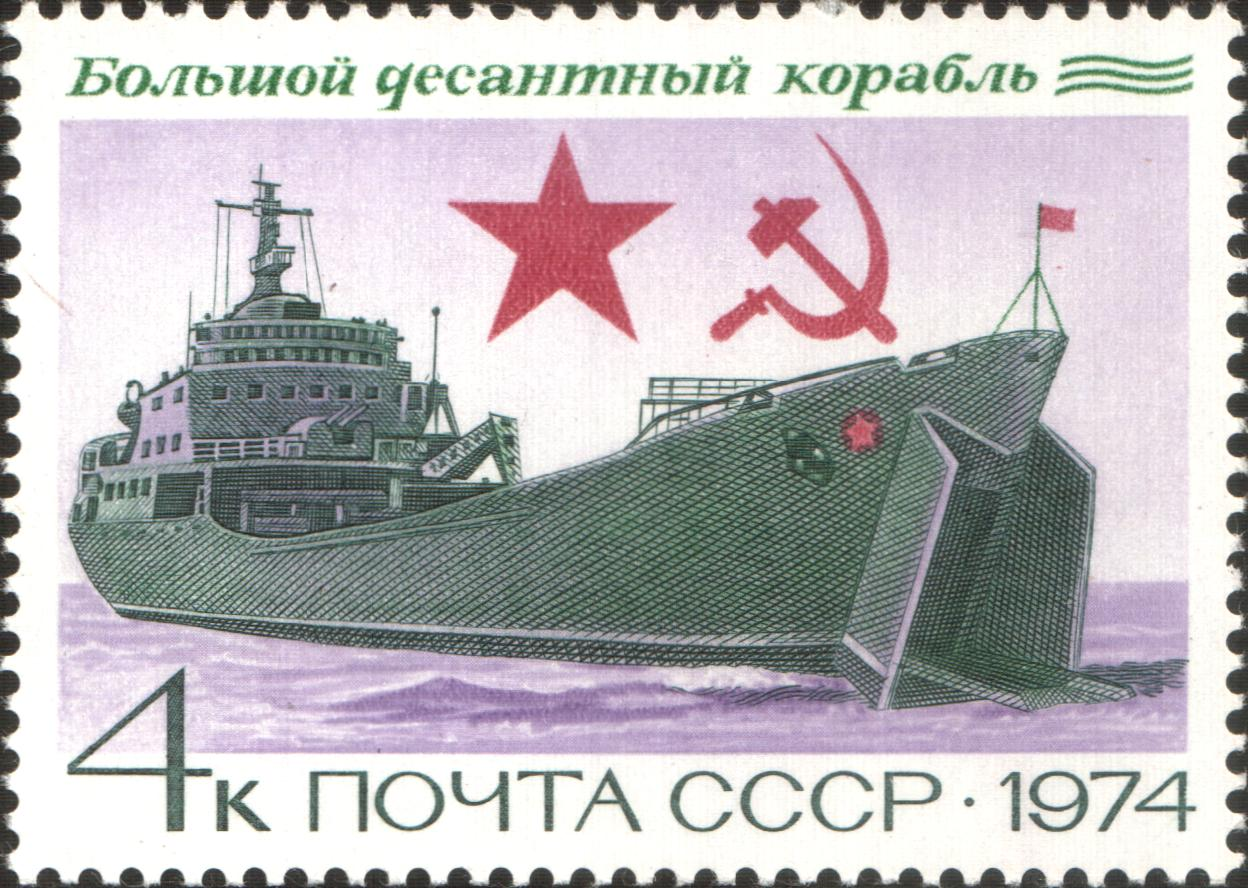
Почтовая марка СССР (1974).

Корабли проекта строились с 1964 по 1975 год в Калининграде. Всего в серии было запланировано 15 кораблей, последний из которых так и не был достроен. Построенные корабли проекта долго находились в составе Военно-Морского Флота СССР, а позже и в составе Военно-Морского Флота России. На Черноморском и Тихоокеанском флотах до сих пор служат 3 БДК проекта 1171: «Орск», «Николай Вилков» и «Николай Фильченков». БДК-6 перестроен в сухогруз «Сож» и позднее выброшен штормом на камни, БДК «Красная Пресня» затонул во время буксировки для разделки на металл, БДК-104 передан в ВМС Украины по договору о разделе Черноморского флота и впоследствии переделан в сухогруз. На БДК «Саратов» 24 марта 2022 года при разгрузке в порту Бердянска произошел пожар и взрыв боезапаса с затоплением корабля у причальной стенки.
Цвета таблицы:

 Белый  — не достроен или утилизирован не спущенным на воду

 Зелёный  — действующий в составе ВМФ

 Красный  — списан, утилизирован или потерян

| Название           | б/н    | Заложен    | Спущен     | В строю    | Флот    | Состояние          | Примечание |
| Мод. I             | Мод. I | Мод. I     | Мод. I     | Мод. I     | Мод. I  | Мод. I             | Мод. I |
| ------------------ | ------ | ---------- | ---------- | ---------- | ------- | ------------------ | --- |
| БДК-10             | 150    | 05.02.1964 | 01.07.1964 | 18.08.1966 | СФ ЧФ   | Потерян 24.03.2022 | с 22.02.1967 — «Воронежский комсомолец»; с 05.02.1992 — БДК-65; с 26.07.2003 — «Саратов»; затонул от взрывов 24.03.2022 |
| БДК-6              | 144    | 04.07.1964 | 15.02.1965 | 30.12.1966 | ЧФ      | Списан 19.03.1992  | с 09.11.1970 — «Крымский комсомолец»; с 15.02.1992 — БДК-6                                                              |
| БДК-13             | 093    | 18.02.1965 | 26.03.1966 | 30.09.1967 | ТОФ     | Списан 05.07.1994  | с 20.06.1972 — «Томский комсомолец»; с 15.02.1992 — БДК-25                                                              |
| БДК-62             | 023    | 05.08.1966 | 01.03.1967 | 29.12.1967 | СФ      | Списан 01.12.1997  | с 14.09.1981 — «Комсомолец Карелии»; с 15.02.1992 — БДК-62                                                              |
| Мод. II            |        |            |            |            |         |                    | |
| БДК-66             | 085    | 07.03.1967 | 28.08.1967 | 27.09.1968 | ТОФ     | Списан 05.07.1994  | с 13.02.1975 — «Сергей Лазо»                                                                                            |
| БДК-69             | 148    | 30.08.1967 | 29.02.1968 | 31.12.1968 | ЧФ      | В строю            | с 20.10.2002 — «Орск»                                                                                                   |
| Мод. III           |        |            |            |            |         |                    | |
| БДК-77             | 099    | 12.03.1968 | 31.08.1968 | 30.09.1969 | ТОФ     | Списан 05.07.1994  | с 12.10.1972 — «50 лет шефства ВЛКСМ»; с 15.02.1992 — БДК-80                                                            |
| Донецкий шахтёр    | 119    | 05.09.1968 | 10.03.1969 | 31.12.1969 | БФ      | Списан 10.04.2002  | |
| БДК-100            | 115    | 18.03.1969 | 11.10.1969 | 30.09.1970 | БФ      | Списан 30.06.1993  | с 11.04.1970 — «Красная Пресня».                                                                                        |
| БДК-104            | 146    | 17.10.1969 | 31.03.1970 | 10.06.1971 | ЧФ ВМСУ | Списан 30.11.2004  | с 25.05.1982 — «Илья Азаров»; с 15.02.1992 — БДК-104; с 10.01.1996 — в ВМСУ; с 25.07.1997 — U401 «Рівне».               |
| Александр Торцев   | 062    | 06.04.1970 | 27.11.1970 | 31.12.1971 | ТОФ     | Списан 05.07.1994  | |
| Пётр Ильичёв       | 044    | 30.11.1970 | 30.08.1971 | 29.12.1972 | СФ      | Списан 30.06.1993  | |
| Мод. IV            |        |            |            |            |         |                    | |
| Николай Вилков     | 081    | 03.09.1971 | 30.11.1973 | 30.07.1974 | ТОФ     | В строю            | |
| Николай Фильченков | 152    | 30.01.1974 | 29.03.1975 | 30.12.1975 | ЧФ      | В строю            | |
| Николай Голубков   |        | —          | —          | —          |         | Не достроен        | |